# Wat Hua Lamphong

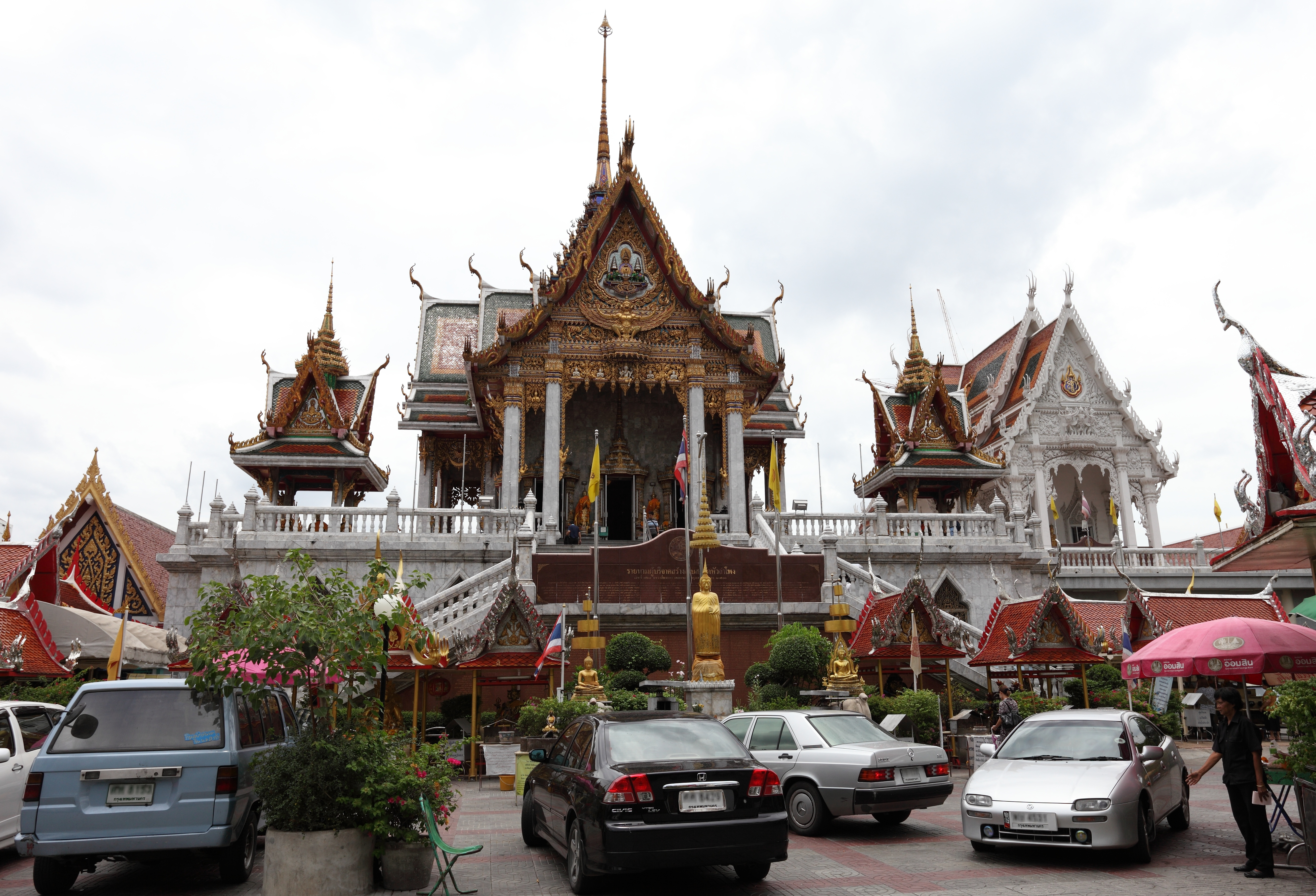
De tempel van vooraf gezien

Wat Hua Lamphong (Thai: วัด หัวลำโพง) is een koninklijke boeddhistische tempel (wat) in de derde klasse, gelegen in het district Bang Rak in Bangkok, Thailand. Het is gelegen aan Rama IV Road. Een ingang van Sam Yan Station van de Bangkok Metro ligt buiten de hoofdingang van het tempelcomplex op Rama IV Road.
Binnen in het tempelcomplex zijn de ubosot en de vihara gelegen op een hoog platform, die toegankelijk is via een trap. Het platform ondersteunt ook de stoepa van de tempel.
De verbinding aan de voorkant en onder het ubosot-platform is de thuisbasis van een aantal schrijnen gewijd aan de belangrijke Thaise boeddhistische figuren, waaronder koning Chulalongkorn (Rama V) en de hindoe-god Ganesha.
Het tempelcomplex bevat ook een crematorium en een woonruimte voor monniken.